# Université technologique du Honduras
L'université technologique du Honduras (en espagnol : Universidad Tecnológica de Honduras ou UTH) est une université privée hondurienne située à San Pedro Sula.

## Source
- (es) Cet article est partiellement ou en totalité issu de l’article de Wikipédia en espagnol intitulé « Universidad Tecnológica de Honduras » (voir la liste des auteurs).